# Rozhledna Siberijos
Rozhledna Siberijos, litevsky Siberijos apžvalgos bokštas nebo Cidabro kalno apžvalgos bokštas, je ocelová rozhledna na kopci Cidabro kalnas (155 m n. m.). Nachází u vesnice Beržoras a města Plateliai v seniorátu Platelių seniūnija v okrese Plungė v Žemaitijském národním parku v Telšiaiském kraji v Litvě.

## Další informace
Rozhledna Siberijos, která byla postavena v roce 2013, je jednoduché příhradové konstrukce a má vnitřní ocelové schodiště ve tvaru šroubovice a nezastřešenou výhledovou plošinu s instalovanými informačními panely. Výška rozhledny je 15 m. Z věže je výhled na jezero Plateliai, jezero Beržoras, mokřad/bažinu Siberijos pelkė a krajinu formovanou zaniklými ledovci z doby ledové. K rozhledně vede chodník a schody z odbočky trasy/cyklotrasy Okolo jezera Plateliai a nedalekého parkoviště. Rozhledna je celoročně volně přístupná.

## Galerie

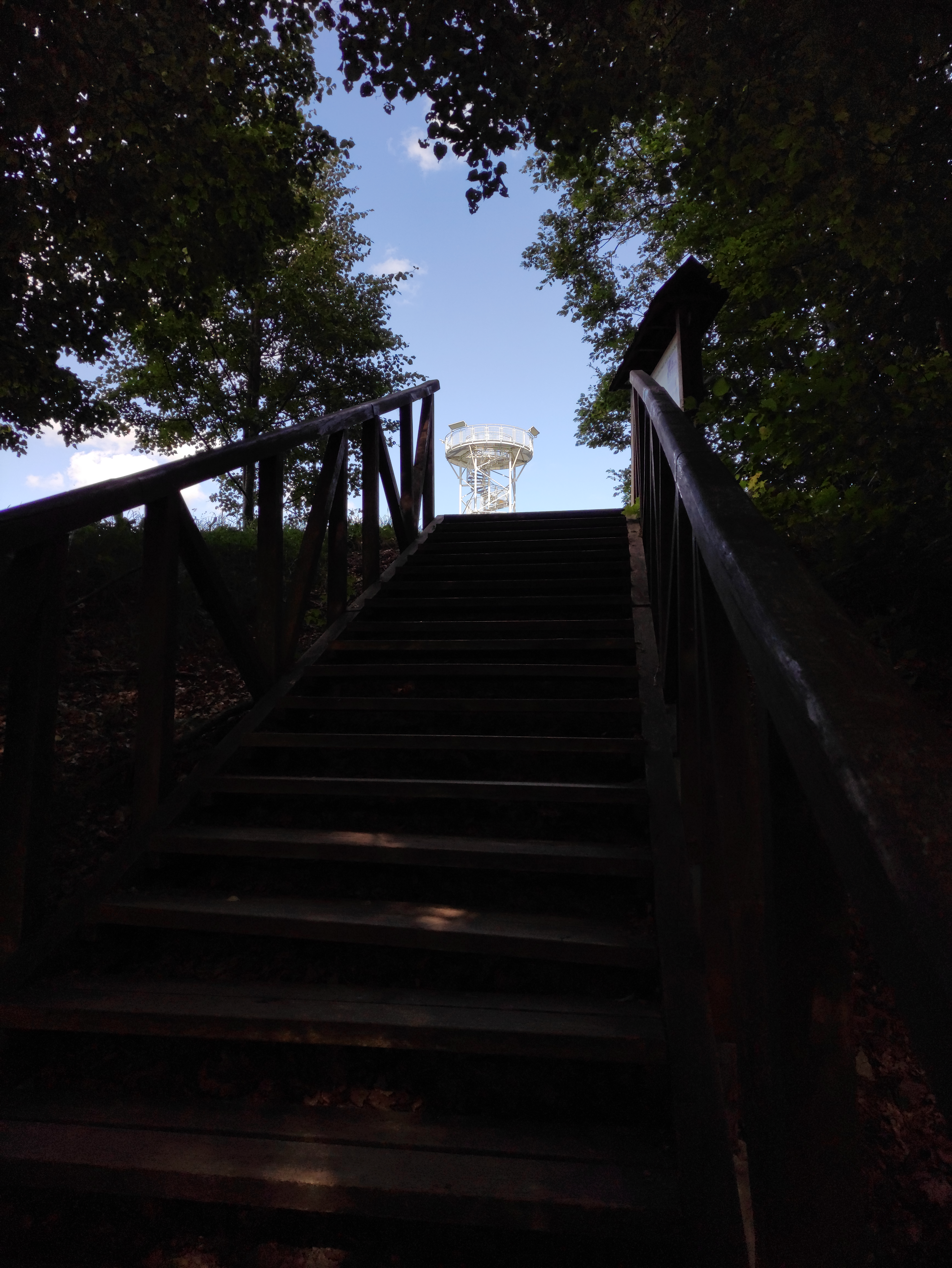
Cesta k rozhledně
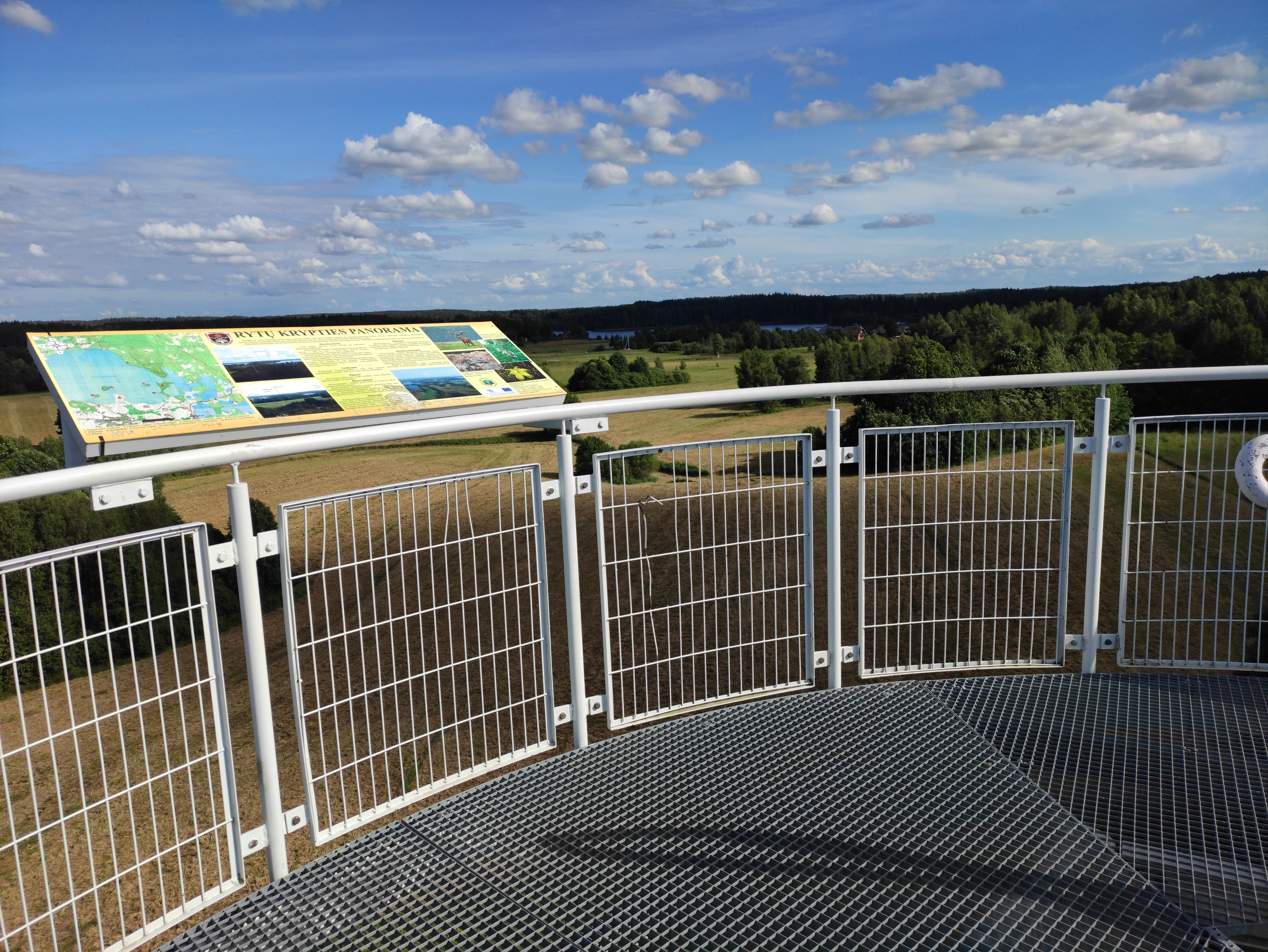
Vyhlídka